# We Are!
We Are! (en anglès, 'Nosaltres som!' o símplement 'Som!') és el senzill de debut en solitari d'Hiroshi Kitadani publicat per Nippon Columbia el 20 de novembre de 1999 i és el primer opening de l'anime One Piece.

## Producció
Quan l'anime encara estava en fase de producció, el compositor Kohei Tanaka va presentar una nova cançó, "We Are!", per ser seleccionada per ser la primera obertura de la sèrie, i van ridar Kitadani per fer de vocalista de la maqueta. Entre altres candidates, la composició de Tanaka va ser escollida per l'estudi, que llavors va començar el procés de selecció de qui seria el cantant oficial de la cançó. No obstant això, els funcionaris de l'empresa van començar a suggerir mantenir el mateix Kitadani, i així es va fer. Kitadani acredita la cançó com un gran canvi en la seva carrera, que li va aportar més fama i oportunitats. Ja havia sentit de la seva discogràfica que no veien futur en ell.
El lletrista Shoko Fujibayashi va escriure les lletres abans que Tanaka treballés en la melodia.
El senzill també inclou la cançó "MUSIC", cantada per Akemi Okamura, actriu de veu original del personatge de Nami.
Va rebre un llançament especial en vinil el 20 de març de 2024.

## Llegat
We Are! es va utilitzar com a obertura dels primers 47 episodis de One Piece. Va acabar fent-se famós i lligat intrínsecament a l'anime, reproduint-se en diferents episodis en moments clau. L'animació d'obertura es va recrear utilitzant la música per celebrar l'episodi 1.000 de l'anime. Hi ha versions (utilitzades com a opening) dels actors dels personatges cantant, així com instrumentals amb diferents tons impregnant tot l'anime. Fins i tot la sèrie d'imatge real tenia versions instrumentals de la cançó a la seva banda sonora.
Després de més de dues dècades de carrera amb diversos èxits, "We Are!" segueix sent la cançó més popular d'Hiroshi Kitadani, sent una presència constant en els seus espectacles. El cantant va incloure la cançó al seu àlbum R-New. El 2024, va ser convidat a cantar la cançó al canal THE FIRST TAKE.
Es va utilitzar una versió de la cançó com a paròdia a Gintama.

## Recepció
Daniel Dockery, de Crunchyroll, va dir que «We Are! és un tema d'anime perfecte. Cantada sentimentalment amb passió natural per Hiroshi Kitadani, és més que una cançó, sinó el més semblant que té One Piece a un himne de la seva alma mater. Encapsula l'esperit de One Piece, la seva ambició, el seu estat de grandesa amb fam de somnis. I, el més important, aconsegueix capturar no només què és One Piece, sinó també què pretén ser One Piece.»
La reedició en vinil va ocupar el lloc 34 al les llistes de senzills d'Oricon.

## Premis
| Any  | Premi                                 | Categoria           | Resultat  | Font   |
| ---- | ------------------------------------- | ------------------- | --------- | ------ |
| 2000 | Animation Kobe Awards                 | Millor tema musical | Guanyador | [ 18 ] |
| 2019 | Heisei Anisong Grand Prix (1989-1999) | Millor Composició   | Guanyador | [ 19 ] |

## Versions en català
S'han fet diverses versions en català, la major part per a TVC i una per a la televisió valenciana. La primera versió de TVC va ser interpretada per David González, que també va cantar la versió del desè aniversari. Txell Sota va posar veu a una nova versió que també va servir d'opening de la sèrie.

## Pistes
| Núm.          | Títol                        | Lletra            | Música        | Arranjament      | Durada |
| ------------- | ---------------------------- | ----------------- | ------------- | ---------------- | ------ |
| 1.            | «We Are!»                    | Shoko Fujibayashi | Kouhei Tanaka | Takayuki Negishi | 4:00   |
| 2.            | «MUSIC»                      | S. Fujibayashi    | K. Tanaka     | Yasunori Iwasaki | 4:08   |
| 3.            | «We Are! (Original Karaoke)» |                   | K. Tanaka     | T. Negishi       | 4:00   |
| 4.            | «MUSIC (Original Karaoke)»   |                   | K. Tanaka     | Y. Iwasaki       | 4:08   |
| Durada total: | Durada total:                | Durada total:     | Durada total: | Durada total:    | 16:16  |